# OK Liga Bronce
La OK Liga Bronce es la tercera categoría masculina del sistema de ligas de hockey patines en España y está organizada por la RFEP, que la aprobó en la Asamblea de 2018. Con anterioridad, el tercer nivel del hockey sobre patines español se denominó Segunda División Española y Primera División B, y estuvo compuesto por seis ligas de carácter autonómico o pluriautonómico bajo la supervisión de la federación española, disputándose a su finalización tres fases de ascenso, ascendiendo los tres campeones clasificados a la Primera División (actualmente OK Liga Plata).

## Historia
El actual formato surge en 2018 como una iniciativa de la Federación Española para revitalizar a los clubes españoles modestos no catalanes. Mientras en Cataluña, por debajo de las dos categorías nacionales, se competía a alto nivel en la Lliga Nacional Catalana, en el resto de España los clubes participaban en ligas autonómicas de bajo nivel y solamente se enfrentaban entre sí al final de cada temporada en una breve fase de ascenso. Ante ello se planteó sustituir aquella antigua Primera-B por una auténtica competición nacional en el tercer nivel que ocupara toda la temporada.
Inicialmente los equipos continuaron disputando durante la primera parte de la temporada sus respectivas ligas autonómicas, mientras que en la segunda parte de la temporada, en lugar de disputarse las fases de ascenso, se implantó esta nueva competición con formato de liga.
En su primera edición estuvo compuesta por dos grupos de ocho equipos cada uno, que se enfrentaron en formato de liga a doble vuelta, ascendiendo los cuatro primeros clasificados a la ampliada OK Liga Plata y regresando el resto de equipos a disputar las Ligas Autonómicas de la siguiente temporada.
Este formato se mantuvo en la segunda y tercera ediciones, obteniendo el ascenso los tres primeros clasificados.
A partir de la cuarta edición se amplia a dos grupos de catorce equipos cada uno y se desarrolla durante toda la temporada, dejando de ser una segunda fase de las ligas autonómicas y convirtiéndose en una auténtica categoría nacional.

## Grupos
- OK Liga Bronce Grupo A (Norte), formado por equipos pertenecientes a las Federaciones Autonómicas de Galicia, Asturias, Cantabria, País Vasco, Navarra, Aragón, Castilla y León, y La Rioja. Durante las tres primeras temporadas se clasificaban de la siguiente manera:
  - Los tres primeros clasificados de la Liga Autonómica de Galicia.
  - Los tres primeros clasificados de la Liga Autonómica de Asturias.
  - Los dos primeros clasificados de la Liga Norte (Castilla y León, Navarra, País Vasco, Cantabria y Aragón).
- OK Liga bronce Grupo B (Sur), formado por equipos procedentes de las Federaciones Autonómicas de Madrid, Valencia, Andalucía, Extremadura, Canarias, Murcia, Baleares y Castilla-La Mancha. Durante las tres primeras temporadas se clasificaban de la siguiente manera:
  - Los cuatro primeros clasificados de la liga autonómica de Madrid.
  - Los cuatro primeros clasificados de la liga Sur (Andalucía, Valencia, Murcia y Extremadura).

## Palmarés
| Edición | Año  | Eq. | Primero                  | Segundo           | Eq. | Primero          | Segundo           |
| ------- | ---- | --- | ------------------------ | ----------------- | --- | ---------------- | ----------------- |
| I       | 2019 | 8   | Real Club Jolaseta       | CAA Dominicos     | 8   | CP Las Rozas     | Rivas Las Lagunas |
| II      | 2020 | 8   | Competición no concluida | ---               | 8   | ---              | ---               |
| III     | 2021 | 8   | Compañía de María        | UDC Rochapea      | 8   | CPP Raspeig      | Rivas Las Lagunas |
| IV      | 2022 | 11  | CP Roller Oviedo         | Club Patín Areces | 12  | Alameda de Osuna | CP Las Rozas      |
| V       | 2023 | 11  | Escola Lubians           | AC Ordes          | 12  | CP Alcorcón      | CPP Raspeig       |
| VI      | 2024 | 13  | Compañía de María        | CP Roller Oviedo  | 14  | CP Alhambra      | Sporting Alcoy    |
| VII     | 2025 | 14  | Real Club Jolaseta       | Escola Lubians    | 13  | Sporting Alcoy   | CP Alcorcón       |

## Equipos participantes
Relación de equipos participantes en la OK Liga Bronce a lo largo de su historia, indicando el año de su primera participación y el número de temporadas disputadas en esta categoría. Actualizado a la temporada 2025/26.
| Equipos que han competido en la máxima categoríaː Ok Liga                      |
| Equipos que han competido en la segunda categoría                              |
| Equipos que no han pasado del tercer nivel                                     |
| En negritaː Equipos participantes en la OK Liga Bronce en la temporada 2025/26 |

| Club                                   | Localidad               | Debut | Temporadas |
| -------------------------------------- | ----------------------- | ----- | ---------- |
| Club Antiguos Alumnos Dominicos        | La Coruña               | 2018  | 1          |
| Club Compañía de María                 | La Coruña               | 2018  | 4          |
| Escola Lubians                         | Carballo                | 2018  | 6          |
| Oviedo Booling Club                    | Oviedo                  | 2018  | 4          |
| Club Patín Areces                      | Grado                   | 2018  | 5          |
| Asturhockey Club Patín                 | Grado                   | 2018  | 1          |
| Real Club Jolaseta                     | Guecho                  | 2018  | 6          |
| Iruña Hockey                           | Pamplona                | 2018  | 2          |
| Club Patín Las Rozas                   | Las Rozas de Madrid     | 2018  | 6          |
| Club Deportivo Santa María del Pilar   | Madrid                  | 2018  | 7          |
| Club Patín Rivas Las Lagunas           | Rivas-Vaciamadrid       | 2018  | 3          |
| Club Patín Alcorcón                    | Alcorcón                | 2018  | 5          |
| Hockey Club Concentaina                | Concentaina             | 2018  | 5          |
| Hockey Club Burguillos                 | Burguillos del Cerro    | 2018  | 1          |
| C.H.P. Cájar Granada                   | Cájar                   | 2018  | 5          |
| Club Patín Irlandesas                  | Sevilla                 | 2018  | 7          |
| Asociación Cultural Órdenes            | Órdenes                 | 2019  | 5          |
| Club Patín Roller Oviedo               | Oviedo                  | 2019  | 5          |
| Club Deportivo Patinalón               | Langreo                 | 2019  | 5          |
| Club Deportivo Urdaneta                | Lujua                   | 2019  | 6          |
| Colegio Virgen de Europa               | Boadilla del Monte      | 2019  | 4          |
| Club Patín Alcobendas B                | Alcobendas              | 2019  | 7          |
| Club Promoción Patín Raspeig           | San Vicente del Raspeig | 2019  | 7          |
| Club de Hockey Compostela              | Santiago de Compostela  | 2020  | 3          |
| Club Patín Gijón Solimar               | Gijón                   | 2020  | 6          |
| Unión Deportiva Cultural Rochapea      | Pamplona                | 2020  | 5          |
| Club Deportivo Alameda de Osuna        | Madrid                  | 2020  | 5          |
| Club Patín Alhambra Cájar              | La Zubia                | 2020  | 5          |
| Hockey Club Raxoi                      | Santiago de Compostela  | 2021  | 4          |
| Real Sociedad de Tenis de la Magdalena | Santander               | 2021  | 1          |
| Club Patinaje Coslada                  | Coslada                 | 2021  | 5          |
| Club Hockey Patín Aluche               | Aluche                  | 2021  | 5          |
| Sporting Hoquei Alcoi                  | Alcoy                   | 2021  | 4          |
| Patín Alcodiam Salesiano B             | Alcoy                   | 2021  | 5          |
| Hockey Club Liceo B                    | La Coruña               | 2022  | 3          |
| Club Deportivo Aurrera                 | Vitoria                 | 2022  | 2          |
| Club Patín Fuengirola                  | Fuengirola              | 2022  | 1          |
| Traviesas Hockey Club                  | Vigo                    | 2023  | 3          |
| Club Patín Mieres                      | Mieres                  | 2023  | 3          |
| Club Deportivo Mundaiz Hockey          | San Sebastián           | 2023  | 1          |
| Club Compañía de María B               | La Coruña               | 2024  | 2          |
| Bat-Gora Kirol Kluba                   | Vitoria                 | 2024  | 1          |
| Santutxu Hockey Taldea                 | Bilbao                  | 2024  | 2          |
| Tres Cantos Patín Club                 | Tres Cantos             | 2024  | 2          |
| Club Patín Rivas Las Lagunas B         | Rivas-Vaciamadrid       | 2024  | 2          |
| Club Hockey Oleiros                    | Oleiros                 | 2025  | 1          |